# La Basse-Vaivre
La Basse-Vaivre ist eine Gemeinde im französischen Département Haute-Saône in der Region Bourgogne-Franche-Comté.

## Geographie
La Basse-Vaivre liegt auf einer Höhe von 242 m über dem Meeresspiegel, 18 Kilometer nordöstlich von Jussey und etwa 37 Kilometer nordnordwestlich der Stadt Vesoul (Luftlinie). Das Straßenzeilendorf erstreckt sich im äußersten Norden des Departements, leicht erhöht am südlichen Talrand des Côney, am Südrand des Höhenrückens des Mont Paron.
Die Fläche des 3,54 km² großen Gemeindegebiets umfasst einen Abschnitt in der leicht gewellten Landschaft östlich des oberen Saônetals. Die westliche und nördliche Grenze verläuft stets entlang dem Côney, der für die Entwässerung zur Saône sorgt. Parallel nördlich des Flusses verläuft die Wasserstraße des Canal de l’Est. Die Talaue liegt durchschnittlich auf 230 m und weist eine Breite von maximal einem Kilometer auf. Vom Flusslauf erstreckt sich das Gemeindeareal südostwärts über die Talaue auf das angrenzende Plateau von Frisémont. Hier wird mit 268 m die höchste Erhebung von La Basse-Vaivre erreicht. Die östliche Abgrenzung zum Bois de Foignouse bildet ein Seitenbach des Côney. In geologisch-tektonischer Hinsicht besteht das Gelände aus einer Wechsellagerung von sandig-mergeligen und kalkigen Sedimenten, die während der Lias (Unterjura) abgelagert wurden. An verschiedenen Orten tritt Muschelkalk aus der Trias zutage.
Nachbargemeinden von La Basse-Vaivre sind Passavant-la-Rochère und Selles im Norden, Montdoré im Osten sowie Demangevelle im Süden und Westen.

## Geschichte
Der Fund eines Beils aus der Bronzezeit weist auf eine frühe Besiedlung des Gebietes hin. Im Mittelalter gehörte La Basse-Vaivre zur Freigrafschaft Burgund und darin zum Gebiet des Bailliage d’Amont. Die lokale Herrschaft hatten die Herren von Vauvillers inne. Zusammen mit der Franche-Comté gelangte das Dorf mit dem Frieden von Nimwegen 1678 definitiv an Frankreich.

## Sehenswürdigkeiten
Zu den Sehenswürdigkeiten des Ortes zählen die Mairie (Gemeindehaus), der Calvaire und ein Lavoir aus dem späten 18. Jahrhundert, das einst als Waschhaus und Viehtränke diente.

## Bevölkerung
| Jahr                       | 1962 | 1968 | 1975 | 1982 | 1990 | 1999 | 2006 |
| Einwohner                  | 88   | 83   | 56   | 48   | 52   | 37   | 44   |
| Quellen: Cassini und INSEE |      |      |      |      |      |      |      |

Mit 45 Einwohnern (2007) gehört La Basse-Vaivre zu den kleinsten Gemeinden des Département Haute-Saône. Nachdem die Einwohnerzahl in der ersten Hälfte des 20. Jahrhunderts markant abgenommen hatte (1881 wurden noch 210 Personen gezählt), wurden seit Mitte der 1970er Jahre nur noch geringe Schwankungen verzeichnet.

## Wirtschaft und Infrastruktur
La Basse-Vaivre war lange Zeit ein vorwiegend durch die Landwirtschaft (Ackerbau, Weinbau und Viehzucht) geprägtes Dorf. Zu Beginn des 20. Jahrhunderts wurde das wirtschaftliche Leben durch ein Eisenwerk und eine Töpferei geprägt. Heute gibt es außerhalb des primären Sektors nur wenige Arbeitsplätze im Dorf. Viele Erwerbstätige sind deshalb Wegpendler, die in den größeren Ortschaften der Umgebung ihrer Arbeit nachgehen.
Die Ortschaft liegt abseits der größeren Durchgangsachsen an einer Departementsstraße, die von Demangevelle nach Selles führt. Weitere Straßenverbindungen bestehen mit Vauvillers und Passavant-la-Rochère.